# São Raimundo Nonato
São Raimundo Nonato è un comune del Brasile nello Stato del Piauí, parte della mesoregione del Sudoeste Piauiense e della microregione di São Raimundo Nonato.